# FC Baltika Kaliningrad

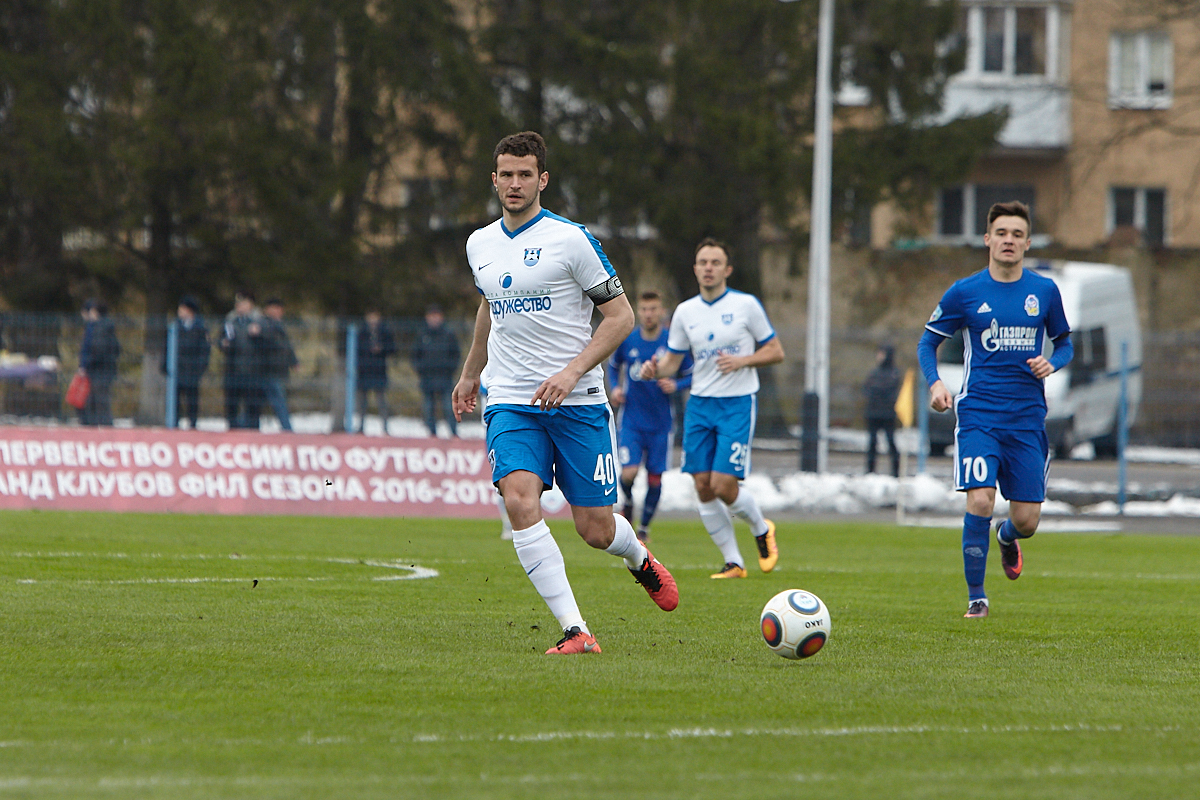
Partido entre el Baltika y el Volgar el 8 de marzo de 2017 en el estadio Baltika.

El Baltika (en ruso: Ба́лтика) es un club de fútbol ruso de la ciudad de Kaliningrado. Fue fundado en 1954 y A partir de la temporada 2025/26 jugara en la Liga Premier de Rusia. Fue fundado con el nombre Pishchevik Kaliningrad, el cual usó hasta 1958, cuando lo cambiaron por el actual.

## Historia
El club fue fundado el 22 de diciembre de 1954 como Pishchevik Kaliningrado. El equipo entró en la Liga Soviética en 1957 y en 1958 el club pasó a llamarse Baltika. Posteriormente jugó en la clase B (1957-1965), clase A, grupo 2 (1966-1970) y la Segunda División (1971-1991). El mejor resultado se alcanzó en 1984, cuando el Baltika ganó el torneo del grupo regional.
En 1992 el Baltika entró en la Segunda División de Rusia y ganó el torneo regional y el ascenso a la Primera División, el segundo nivel en el sistema de ligas del fútbol ruso. Después de alcanzar el cuarto puesto en 1993 y la tercera posición en 1994, el Baltika se proclamó campeón de la división en 1995, por lo que logró el ascenso a la Liga Premier de Rusia. En 1996 el Baltika logró el mejor resultado en la historia del club, terminando séptimo en la Liga Premier. El equipo descendió en 1998, tras pasar un total de tres temporadas en la máxima categoría. En 1998 Baltika participó en la Copa Intertoto y llegó a la tercera ronda.
Desde entonces, el Baltika ha permanecido en la Primera División de Rusia, con la excepción de las temporadas 2002 y 2005 que estuvo en la Segunda División. Al final de la temporada 2013-14, el Baltika era el equipo de fútbol de Rusia con más partidos disputados (642 encuentros) en la categoría de plata del fútbol ruso.

## Participación en competiciones europeas
| Temporada | Competición   | Ronda | Club                   | Cómputo global | Ida     | Vuelta  |
| --------- | ------------- | ----- | ---------------------- | -------------- | ------- | ------- |
| 1998      | Intertoto Cup | 1R    | Spartak Varna          | 5-1            | 4-0 (C) | 1-1 (F) |
| 1998      | Intertoto Cup | 2R    | FK Ozeta Dukla Trenčín | 2-1            | 1-0 (F) | 1-1 (C) |
| 1998      | Intertoto Cup | 3R    | Vojvodina Novi Sad     | 2-4            | 1-4 (F) | 1-0 (C) |